# Cabrières-d’Avignon
Cabrières-d’Avignon – miejscowość i gmina we Francji, w regionie Prowansja-Alpy-Lazurowe Wybrzeże, w departamencie Vaucluse.
Według danych na rok 2006 gminę zamieszkiwały 1705 osoby, a gęstość zaludnienia wynosiła 116 osób/km² (wśród 963 gmin regionu Prowansja-Alpy-W. Lazurowe Cabrières-d’Avignon plasuje się na 358. miejscu pod względem liczby ludności, natomiast pod względem powierzchni na miejscu 604.).